# Oberea difformis
Oberea difformis là một loài bọ cánh cứng trong họ Cerambycidae.